# 氫化電子偶素
氫化電子偶素或電子偶素化氫是一種由奇異原子電子偶素和氫原子組成的分子，化學式為PsH，
科學家在1951年預測它的存在，並且在1990年發現它。
氫化電子偶素的半衰期約為0.65個奈秒，而結合能有1.1±0.2eV。

## 歷史
1951年，A Ore認為電子偶素可能可以與一般原子形成分子，而預測了氫化電子偶素的存在的可能性。隨後便進行了許多理論研究。1990年，來自馬德里的帕雷哈（R. Pareja）和岡薩雷茲（R. Gonzalez）在利用含氫載體捕獲正子時，觀測到了氫化電子偶素的存在。1992年，丹麥奧胡斯大學的大衛·史瑞德（David M. Schrader）和雅各布森（F.M. Jacobsen）等人以不同的方式也成功合成了氫化電子偶素。

## 合成
1990年觀測到氫化電子偶素的實驗是由來自馬德里的帕雷哈和岡薩雷茲利用橡树岭国家实验室的Yok Chen準備的含氫之氧化鎂晶體載體作為陷阱，捕獲正電子。由於實驗中，正子被熱化，因此只能以高速行進，進而與晶體中的H−離子反應生成氫化電子偶素。另外一種方法是將強烈的正子束發射到具有最高密度的氫原子的分子——甲烷中來製造氫化電子偶素。當正子減速後，被一般的電子捕獲，形成電子偶素，然後與甲烷的氫原子反應生成氫化電子偶素，這種方法是1992年，丹麥奧胡斯大學的大衛·史瑞德和雅各布森等人使用的方法。
由於氫化電子偶素壽命十分短，因此製備氫化電子偶素十分困難，但理論計算可以預測其會是甚麼結構。一種合成氫化電子偶素的方式是透過鹼金屬氫化物與正電子反應。預測表明，偶極矩大於1.625德拜的分子能吸引並保持正子在結合狀態。克勞福德的模型預測這樣的結構正子會被捕獲。然而，在氫化鋰、氫化鈉和氫化鉀分子的情況下，該加合物會分解成氫化電子偶素和鹼金屬正離子。

## 衰變
单重态的電子偶素其半衰期為0.125奈秒，而氫化電子偶素半衰期較長，形成分子後，整個分子的半衰期為0.65奈秒，而氘化電子偶素的半衰期也差不多是這個數值。
透過測量，氫化電子偶素衰變時會釋放2個511 keV的伽馬射線光子。來自正子衰變釋放的光子應該會因為形成了化學鍵而有所不同，然而目前尚未觀測到這種現象。

## 性質
氫化電子偶素由一個質子、兩個電子和一個正子構成。氫與電子偶素的結合能為1.1±0.2 eV，比氫和氫的結合能4.52 eV來的小。其分子的結構為雙原子分子，兩個帶正電荷的中心（氫以及正子）之間存在單鍵化學鍵，電子基本上集中在質子周圍。其整體特性可能是四體庫侖問題（four body Coulomb problem）。根據隨機變分方法（stochastic variational method）的估算，其分子大小比雙氫分子（H2）還大。電子偶素的原子核（即正子）和氫原子核（即質子）的平均距離為 3.66 a0。分子中的電子偶素顯得比電子偶素原子本身來得大，與電子偶素原子大小3 a0相比在氫化電子偶素中，其大小增加到了3.48 a0。電子到質子的平均距離也大於氫分子，約為2.31 a0 ，最大密度在2.8 au。

## 類似的化合物
氫化電子偶素是奇異化合物的一個例子。其他氫化電子偶素的化合物可以透過e+ + AB →PsA + B+反應來生成。目前已知含有電子偶素的物質有雙電子偶素（Ps2）和電子偶素負離子（Ps−）。具有一般物質的電子偶素分子包括鹵化物和氰化物。